# گوئیلو رینالدی
لیو گوئیلو رینالدی (به انگلیسی: Lio Giulio Rinaldi) ‏(زادهٔ ۱۳ فوریه ۱۹۳۵ – درگذشتهٔ ۱۸ ژوئیه ۲۰۱۱) بوکسور اهل ایتالیا است. او در المپیک تابستانی ۱۹۵۶ جایی که در اولین دوره مسابقات حذف شد، به رقابت پرداخت.

## دوران حرفه ای
رینالدی در طول سیزده و نیم سال بوکس حرفه ای خود از ۱۹۵۷ تا ۱۹۷۰، ۴۴ برد(۱۳ برد با ناک اوت)، ۱۶ باخت، ۵ تساوی را در کارنامه خود گردآوری کرد. وی در سال ۱۹۶۰ عنوان قهرمانی نیمه سنگین‌وزن ایتالیا را از آن خود کرد و در همان سال آرچی مور را در راند نهم شکست داد. در ژوئن سال ۱۹۶۱، رینالدی در بازی برگشت با مور برای کسب قهرمانی نیمه سنگین‌وزن NYSAC، در ۱۵ راند نتیجه را از واگذار کرد. وی سپس در ۱۰ مبارزه پیاپی ناکام ماند و در ادامه اریک شاپنر را در ۱۵ راند شکست داد و عنوان قهرمانی نیمه سنگین‌وزن اروپا در سال ۱۹۶۳ به دست آورد. او در سال مقابل گوستار شولتز (Gustav Sholtz) به روی رینگ رفت و با باخت در راند نهم، عنوان EBU اروپا را از دست داد. او عنوان خالی وزنه‌برداری نیمه سنگین‌وزن اروپا را پیروزی در سیزدهمین راند از کلوز گومپرت (Klaus Gumpert) در سال ۱۹۶۵ بدست آورد، پیش از آنکه با باخت مقابل پیرو لا پاپا (Piero La Papa) طی یک مسابقه ۱۵ راندی در سال ۱۹۶۶، از دست بدهد.
با گذر به رده سنگین‌وزن، رینالدی تنها در یکی از ده مسابقه بعدی خود موفق به کسب پیروزی شد. در دو مسابقه مقابل قهرمان آینده سنگین‌وزن اروپا یورگن بلین (Juergen Blin) یک نتیجه مساوی و یک نتیجه باخت بدست آورد. در سال ۱۹۷۰، رینالدی دوباره به وزن سنگین‌وزن بازگشت، و این بار برای نخستین بار در ده سال، طی ۸ راند مقابل جیانفرانکو ماکیا(Gianfranco Maccia)، عنوان شماره یک سنگین‌وزن ایتالیا را بدست آورد. کار حرفه ای رینالدی در سال ۱۹۷۰ کار حرفه ای رینالدی با واگذاری عنوان قهرمان سنگین‌وزن اروپا طی ۱۲ راند به قهرمان شکست ناپذیر سنگین‌وزن ایتالیا دومنیکو آدینولی (Domenico Adinolfi) که در ادامه موفق به کسب عنوان قهرمانی نیمه سنگین‌وزن اروپا شد، به پایان رسید. رینالدی در ۱۸ ژوئیه ۲۰۱۱ در محل اقامت خود در آنزیو، ایتالیا درگذشت.

## کارنامه بوکس حرفه ای
| 44 Wins (13 knockouts, 28 decisions, 3 DQs), 16 Losses (4 knockouts, 8 decisions, 4 DQs), 5 Draws, 2 No Contests |          |                             |            |      |                 |                                                     |                                                              |
| نتیجه | رکورد    | حریف                        | ثبت        | راند | تاریخ           | محل                                                 | شرح                                                          |
| باخت | 8–0      | Domenico Adinolfi           | ناک‌اوت     | ۵    | ۲۳ اکتبر ۱۹۷۰   | رم, لاتزیو                                          | Italy Light Heavyweight Title.                               |
| برد | 19–2–4   | Gianfranco Macchia          | DQ         | ۸    | ۲۲ اوت ۱۹۷۰     | آنتسیو, لاتزیو                                      | Italy Light Heavyweight Title.                               |
| برد | 5–5      | Kosie Smith                 | PTS        | ۱۰   | ۲۳ مه ۱۹۷۰      | ورزشگاه الیس پارک, ژوهانسبورگ                       |                                                              |
| برد | 3–5      | Vasco Faustino              | PTS        | ۸    | ۱۸ آوریل ۱۹۷۰   | آنتسیو, لاتزیو                                      |                                                              |
| باخت | 23–8–3   | Horst Benedens              | PTS        | ۸    | ۲۴ ژانویه ۱۹۷۰  | Sportpalast, شونبرگ (محله), برلین                   |                                                              |
| باخت | 15–7–6   | Juergen Blin                | PTS        | ۱۰   | ۲۹ مه ۱۹۶۹      | Grugahalle, اسن, نوردراین-وستفالن                   |                                                              |
| باخت | 29–7–6   | ویلهلم فون هامبورگ          | ناک‌اوت فنی | ۷    | ۲ آوریل ۱۹۶۹    | Sportpalast, شونبرگ (محله), برلین                   |                                                              |
| برد | 29–6–6   | ویلهلم فون هامبورگ          | PTS        | ۱۰   | ۱۴ فوریه ۱۹۶۹   | Ernst Merck Halle, هامبورگ                          |                                                              |
| باخت | 28–6–6   | ویلهلم فون هامبورگ          | ناک‌اوت فنی | ۵    | ۳ ژانویه ۱۹۶۹   | Sportpalast, شونبرگ (محله), برلین                   |                                                              |
| باخت | 31–5     | Bob Dunlop                  | PTS        | ۱۰   | ۱۸ نوامبر ۱۹۶۸  | Sydney Stadium, سیدنی                               |                                                              |
| Draw | 12–12–3  | Johnny Hendrickson          | PTS        | ۸    | ۳ مه ۱۹۶۸       | ورزشگاه پلازیتو دیلا, رم, لاتزیو                    |                                                              |
| باخت | 19–5–2   | Billy Walker                | DQ         | ۱    | ۱۳ فوریه ۱۹۶۷   | Belle Vue Zoological Gardens, Belle Vue, Manchester | Rinaldi disqualified at 2:45 of the first round for butting. |
| No Contest | 7–0–2    | Giulio Saraudi              | NC         | ۵    | ۲ دسامبر ۱۹۶۶   | ورزشگاه پلازیتو دیلا, رم, لاتزیو                    |                                                              |
| Draw | 10–3–1   | Juergen Blin                | PTS        | ۱۰   | ۲ سپتامبر ۱۹۶۶  | ورزشگاه راین انرژی, کلن, نوردراین-وستفالن           |                                                              |
| باخت | 28–2–3   | Piero Del Papa              | PTS        | ۱۵   | ۱۱ مارس ۱۹۶۶    | رم, لاتزیو                                          | EBU Light Heavyweight Title.                                 |
| برد | 24–1–4   | Klaus Peter Gumpert         | RTD        | ۱۳   | ۸ ژوئیه ۱۹۶۵    | هتل‌های هیلتون, رم, لاتزیو                           | EBU Light Heavyweight Title.                                 |
| برد | 15–6–2   | Jose Menno                  | PTS        | ۱۰   | ۷ مه ۱۹۶۵       | رم, لاتزیو                                          |                                                              |
| No Contest | 14–6–2   | Jose Menno                  | NC         | ۴    | ۱۹ فوریه ۱۹۶۵   | رم, لاتزیو                                          |                                                              |
| برد | 7–7      | Don Turner                  | ناک‌اوت     | ۸    | ۲۲ ژانویه ۱۹۶۵  | ورزشگاه پلازیتو دیلا, رم, لاتزیو                    | Turner knocked out at 2:50 of the eighth round.              |
| Draw | 16–10–1  | Herschel Jacobs             | PTS        | ۱۰   | ۱۸ سپتامبر ۱۹۶۴ | ورزشگاه پلازیتو دیلا, رم, لاتزیو                    |                                                              |
| برد | 15–10–3  | Johnny Alford               | PTS        | ۱۰   | ۲۹ ژوئیه ۱۹۶۴   | رم, لاتزیو                                          |                                                              |
| برد | 16–16–2  | Floyd McCoy                 | PTS        | ۱۰   | ۱۰ آوریل ۱۹۶۴   | ورزشگاه پلازیتو دیلا, رم, لاتزیو                    |                                                              |
| باخت | 87–2–6   | Gustav Scholz               | DQ         | ۹    | ۴ آوریل ۱۹۶۴    | Westfalenhallen, دورتموند, نوردراین-وستفالن         | EBU Light Heavyweight Title.                                 |
| باخت | 45–6–5   | Hans Werner Wohlers         | DQ         | ۲    | ۲۸ فوریه ۱۹۶۴   | ورزشگاه پلازیتو دیلا, رم, لاتزیو                    |                                                              |
| برد | 22–14–1  | Bob Young                   | ناک‌اوت     | ۹    | ۳ فوریه ۱۹۶۴    | بولونیا, امیلیا-رومانیا                             |                                                              |
| برد | 34–0–4   | Erich Schoppner             | PTS        | ۱۵   | ۲۳ مه ۱۹۶۳      | ورزشگاه فلامینیو, رم, لاتزیو                        | EBU Light Heavyweight Title.                                 |
| Draw | 26–17–2  | Wayne Bethea                | PTS        | ۱۰   | ۵ آوریل ۱۹۶۳    | ورزشگاه پلازیتو دیلا, رم, لاتزیو                    |                                                              |
| Draw | 88–13    | Bobo Olson                  | PTS        | ۱۰   | ۱۴ دسامبر ۱۹۶۲  | ورزشگاه پلازیتو دیلا, رم, لاتزیو                    |                                                              |
| برد | 32–2–1   | Chic Calderwood             | PTS        | ۱۵   | ۲۸ سپتامبر ۱۹۶۲ | ورزشگاه پلازیتو دیلا, رم, لاتزیو                    | EBU Light Heavyweight Title.                                 |
| برد | 16–9–1   | Lino Rendon                 | DQ         | ۶    | ۲۲ ژوئن ۱۹۶۲    | ورزشگاه پلازیتو دیلا, رم, لاتزیو                    |                                                              |
| برد | 25–5–2   | Billy Ryan                  | PTS        | ۱۰   | ۳۰ مارس ۱۹۶۲    | رم, لاتزیو                                          |                                                              |
| برد | 3–1      | Renato Moraes               | PTS        | ۱۰   | ۱۹ ژانویه ۱۹۶۲  | ورزشگاه پلازیتو دیلا, رم, لاتزیو                    |                                                              |
| برد | 20–6–3   | Helmut Ball                 | ناک‌اوت فنی | ۷    | ۲۰ دسامبر ۱۹۶۱  | ورزشگاه پلازیتو دیلا, رم, لاتزیو                    |                                                              |
| برد | 35–3–3   | Dieter Wemhoner             | PTS        | ۱۰   | ۲۴ نوامبر ۱۹۶۱  | ورزشگاه پلازیتو دیلا, رم, لاتزیو                    |                                                              |
| برد | 14–5–3   | Rudolf Nehring              | ناک‌اوت     | ۴    | ۲۷ اکتبر ۱۹۶۱   | ورزشگاه پلازیتو دیلا, رم, لاتزیو                    |                                                              |
| برد | 34–8–1   | Roque Maravilla             | PTS        | ۱۰   | ۲۰ سپتامبر ۱۹۶۱ | رم, لاتزیو                                          |                                                              |
| باخت | 180–22–9 | آرچی مور                    | UD         | ۱۵   | ۱۰ ژوئن ۱۹۶۱    | مدیسن اسکوئر گاردن, نیویورک                         | NYSAC World Light Heavyweight Title. 3–11, 4–11, 5–9.        |
| برد | 25–5–2   | "Kid" Sixto Rodriguez       | PTS        | ۱۰   | ۲۴ مارس ۱۹۶۱    | رم, لاتزیو                                          |                                                              |
| برد | 16–10    | Freddie Mack                | PTS        | ۱۰   | ۲۴ فوریه ۱۹۶۱   | رم, لاتزیو                                          |                                                              |
| برد | 20–12–7  | Sonny Ray                   | PTS        | ۱۰   | ۱۳ ژانویه ۱۹۶۱  | رم, لاتزیو                                          |                                                              |
| برد | 178–21–9 | آرچی مور                    | PTS        | ۱۰   | ۲۹ اکتبر ۱۹۶۰   | ورزشگاه پلازیتو دیلا, رم, لاتزیو                    |                                                              |
| برد | 24–4–3   | Johnny Halafihi             | PTS        | ۱۰   | ۱ اکتبر ۱۹۶۰    | ورزشگاه پلازیتو دیلا, رم, لاتزیو                    |                                                              |
| برد | 34–7–1   | Donnie Fleeman              | PTS        | ۱۰   | ۹ ژوئیه ۱۹۶۰    | رم, لاتزیو                                          |                                                              |
| برد | 49–13–8  | Germinal Ballarin           | PTS        | ۱۲   | ۴ ژوئن ۱۹۶۰     | رم, لاتزیو                                          | EBU Light Heavyweight Title Eliminator.                      |
| برد | 49–5–1   | Leen Jansen                 | PTS        | ۱۰   | ۲۷ آوریل ۱۹۶۰   | ورزشگاه پلازیتو دیلا, رم, لاتزیو                    |                                                              |
| برد | 32–1–1   | Santo Amonti                | ناک‌اوت فنی | ۲    | ۸ مارس ۱۹۶۰     | ورزشگاه پلازیتو دیلا, رم, لاتزیو                    | Italy Light Heavyweight Title.                               |
| باخت | 25–2–1   | Dieter Wemhoner             | PTS        | ۸    | ۲۱ نوامبر ۱۹۵۹  | Palasport di San Siro, میلان, لمباردی               |                                                              |
| برد | 32–7–5   | Horst Niche                 | PTS        | ۱۰   | ۱۶ اکتبر ۱۹۵۹   | رم, لاتزیو                                          |                                                              |
| برد | 22–5–2   | Rocco Mazzola               | PTS        | ۱۰   | ۲ اکتبر ۱۹۵۹    | رم, لاتزیو                                          |                                                              |
| برد | 6–5–1    | Jose Mariano Moracia Ibanes | PTS        | ۱۰   | ۱۵ اوت ۱۹۵۹     | سانرمو, لیگوریا                                     |                                                              |
| باخت | 21–4–2   | Rocco Mazzola               | ناک‌اوت فنی | ۱    | ۱۳ ژوئیه ۱۹۵۹   | رم, لاتزیو                                          |                                                              |
| باخت | 22–1–1   | Johnny Halafihi             | PTS        | ۱۰   | ۱۳ آوریل ۱۹۵۹   | Nottingham Ice Stadium, ناتینگهام                   |                                                              |
| برد | 14–5–2   | Sammy Langford              | ناک‌اوت فنی | ۵    | ۱۲ مارس ۱۹۵۹    | رم, لاتزیو                                          |                                                              |
| برد | 31–10–5  | Artenio Calzavara           | PTS        | ۱۰   | ۸ ژانویه ۱۹۵۹   | رم, لاتزیو                                          |                                                              |
| برد | 5–1–2    | Hans Ducree                 | ناک‌اوت فنی | ۷    | ۲۷ نوامبر ۱۹۵۸  | رم, لاتزیو                                          |                                                              |
| باخت | 19–9–2   | Ahmed Boulgroune            | DQ         | ۴    | ۶ اکتبر ۱۹۵۸    | ورزشگاه پلازیتو دیلا, رم, لاتزیو                    |                                                              |
| برد | 36–17–5  | Tino Albanese               | ناک‌اوت     | ۱    | ۱۲ ژوئیه ۱۹۵۸   | آنتسیو, لاتزیو                                      |                                                              |
| برد | 22–6–4   | Uwe Janssen                 | PTS        | ۸    | ۲۷ مه ۱۹۵۸      | ورزشگاه پلازیتو دیلا, رم, لاتزیو                    |                                                              |
| برد | 8–2      | Jacques Dufreney            | DQ         | ۶    | ۱۳ آوریل ۱۹۵۸   | آنتسیو, لاتزیو                                      |                                                              |
| برد | --       | Otello Meneghini            | ناک‌اوت     | ۲    | ۷ مارس ۱۹۵۸     | لا اسپتزیا, لیگوریا                                 |                                                              |
| برد | 1–2      | Giovanni Moriggi            | PTS        | ۶    | ۱۴ ژانویه ۱۹۵۸  | رم, لاتزیو                                          |                                                              |
| برد | 2–5–1    | Loreto Vari                 | PTS        | ۶    | ۱۸ دسامبر ۱۹۵۷  | رم, لاتزیو                                          |                                                              |
| برد | 1–2      | Aldo Brunetti               | ناک‌اوت فنی | ۵    | ۱۹ اکتبر ۱۹۵۷   | رم, لاتزیو                                          |                                                              |
| باخت | 9–3–2    | Domenico Baccheschi         | PTS        | ۶    | ۳۱ ژوئیه ۱۹۵۷   | رم, لاتزیو                                          |                                                              |
| برد | 26–20–6  | Widmer Milandri             | ناک‌اوت فنی | ۴    | ۲۴ آوریل ۱۹۵۷   | رم, لاتزیو                                          |                                                              |
| برد | 3–5–2    | Angelo Greco                | PTS        | ۶    | ۱۳ آوریل ۱۹۵۷   | رم, لاتزیو                                          |                                                              |
| برد | 1–3      | Giuliano Bianchi            | ناک‌اوت فنی | ۵    | ۲۳ مارس ۱۹۵۷    | رم, لاتزیو                                          |                                                              |